# باشگاه فوتبال گوانگجو
باشگاه فوتبال گوانگجو (به کره‌ای: 광주 FC) یک باشگاه فوتبال در شهر گوانگجو در کشور کره جنوبی می‌باشد که در کی لیگ بازی می‌کند.
این باشگاه در سال ۲۰۱۰ میلادی تأسیس شده است.